# Dywersja

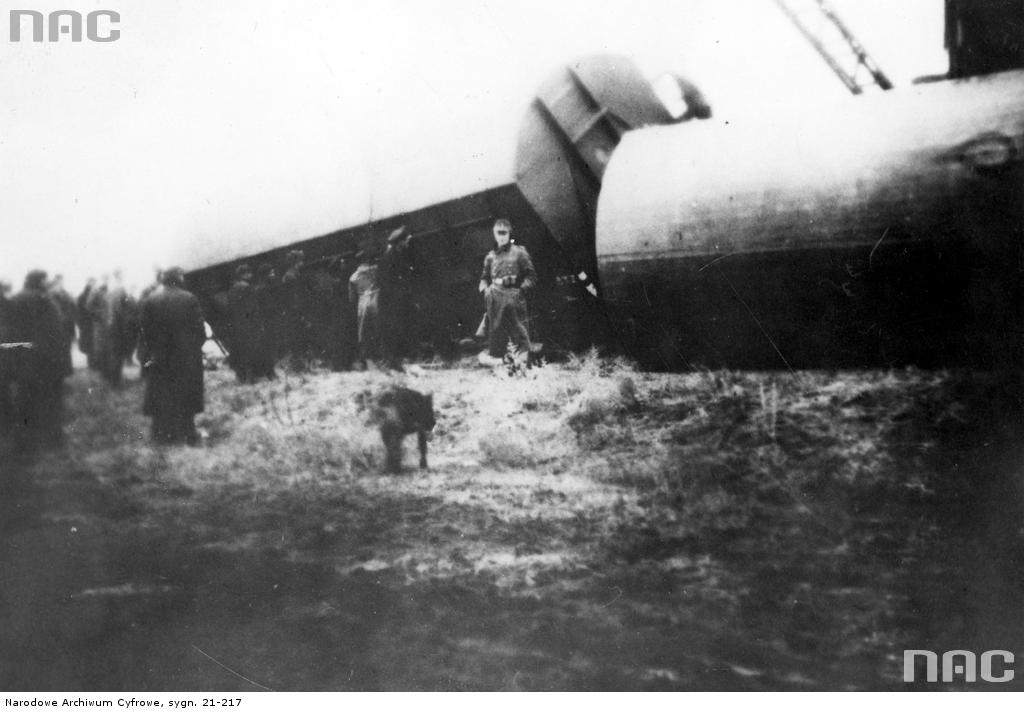
Dywersja (niemiecki pociąg wykolejony podczas II wojny światowej przez polski ruch oporu, 1944)

Dywersja – niszczące działanie wojenne na zapleczu, element z arsenału walki mający na celu odwrócenie uwagi przeciwnika. Działanie z ukrycia w celu osłabienia obronności lub gospodarki nieprzyjaciela w czasie wojny czy też wrogiego państwa w czasie pokoju. Dezorganizacja sił przeciwnika, polegająca na niszczeniu lub uszkadzaniu zasobów zbrojnych wroga.
Dywersyjny sabotaż – działania bojowe na zapleczu i tyłach wojsk przeciwnika, mające na celu utrudnienie mu działalności na froncie. Dywersja to jeden z podstawowych elementów strategii wojny partyzanckiej.
Dywersja gospodarcza – ma na celu długofalowe i systematyczne niszczenie struktur gospodarczych przeciwnika. Polegać może na niszczeniu obiektów gospodarczych i ich unieruchamianiu, jak też przechwytywaniu dokumentacji technicznej.
Dywersja polityczna (dywersja ideologiczna) (podburzanie ang. subversion) – zespół wypracowanych naukowo form i metod w przestrzeni ideologicznego oddziaływania (działania psychologiczne, operacje psychologiczne, wojna psychologiczna), kultury i propagandy dla spowodowania określonej atmosfery w społeczeństwie przez manipulację, dezinformację, a przez to podważenie wiary w dotychczasowy dorobek i program polityczny państwa. Ma znaczący wpływ na niszczenie morale żołnierza, patriotyzmu społeczeństwa.

## Przykłady działań dywersyjnych
Działania dywersyjne mogą być realizowane poprzez np. wykolejanie pociągów, rozcinanie linii łączności, zatruwanie ujęć wody, akty terroru, wysadzanie mostów, niszczenie zapór wodnych, morderstwa, fałszowanie dokumentów, przestawianie drogowskazów. Przykładem działań będących elementami dywersji ideologicznej są zamachy na pomniki i symbole narodowe przeciwnika (z najnowszej historii - przypadek założonego w 1963 r. przez Sławoja Leszka Głódzia wraz z kolegami z Liceum Ogólnokształcącego w Sokółce koła dyskusyjnego Białe Orły, które dokonało w nocy z 30 kwietnia na 1 maja 1963 roku zdemolowania dekoracji pierwszomajowej na terenie miasta Sokółka) itp.